# 8000 (теплопаровоз)
8000 (заводской номер) — советский пассажирский теплопаровоз типа 1-4-1, выпущенный в 1939 году Ворошиловградским паровозостроительным заводом.

## История
В 1935 году студент Л. М. Майзель впервые предложил конструкцию будущего локомотива-гибрида, который бы сочетал в себе свойства паровоза и тепловоза — теплопаровоз. Данное предложение было рассмотрено в научно-техническом отделе НКПС, который в дальнейшем поручил ВНИИЖТу сделать технический проект теплопаровоза. На основе результатов этих разработок, Ворошиловградскому паровозостроительному заводу было поручено спроектировать и построить пассажирский теплопаровоз, который бы имел такие же тяговые характеристики, как и пассажирский паровоз ИС. Проектирование вели инженеры А. С. Близнянский, Д. В. Львов и П. А. Сорока. Помимо этого, в разработке участвовал и сам Л. М. Майзель, который к тому времени уже работал инженером на заводе. По окончательному проекту, пуск локомотива осуществлялся на одном паре, а на скорости 15—25 км/ч в среднюю полость цилиндров вместо пара начинали впрыскивать жидкое топливо, при этом пар продолжал поступать уже только в крайние полости.
В июне 1939 года проектирование было завершено и завод перешёл к производству. В конструкции будущего пассажирского теплопаровоза (ему присвоен порядковый заводской номер 8000) были применены элементы многих пассажирских паровозов того времени. Так от паровоза ИС были заимствованы движущие колёсные пары (диаметр по кругу катания — 1850 мм, ход поршня — 770 мм) и спарники. Цилиндрическая часть котла была заимствована от Су, однако так, как диаметр цилиндров был снижен до 430 мм, то для сохранения силы тяги давление пара в котле было поднято аж до 20  кгс/см², что в свою очередь привело к необходимости применения радиального потолка топки (на Су он плоский). В сентябре того же года постройка теплопаровоза была завершена.
18 октября 1939 года локомотив совершил наладочную поездку Ворошиловград — Кондрашевский — Ворошиловград, в ходе которой проверялась работа двигателя внутреннего сгорания. В следующем месяце теплопаровоз совершал уже поездки на Северо-Донецкой и Южной железных дорогах, пройдя в общей сложности порядка 2000 км. Локомотив развивал скорости 100—105 км/ч, а мощность достигала 3000 л.с. (при скорости 78 км/ч). 7 февраля 1940 года теплопаровоз впервые прибыл в Москву. После этого его направили на экспериментальное кольцо ВНИИЖТа, обследования на котором показали, что теплопаровоз № 8000 вдвое экономичней паровоза ИС, но при этом наблюдались повышенные утечки пара, из-за чего не удалось снять характеристики при работе лишь на паровой машине.
Летом 1940 года Ворошиловградский паровозостроительный завод разработал проект по усовершенствованию конструкции данного теплопаровоза. Однако после составления предварительной сметы выяснилось что стоимость переделки почти равна стоимости нового теплопаровоза, из-за чего были улучшены лишь отдельные узлы. Так, часть болтовых соединений заменили сварными, убрали лишние паропроводы, изменили конструкцию некоторых подшипников и т. д. Однако заметного снижения сцепного веса (а следовательно и нагрузки на рельсы) добиться не удалось. 20 июня локомотив опять прибыл в Москву, при этом из Дебальцево в Люблино он провёл поезд массой 900 т. На следующий день теплопаровоз с поездом массой 1100 т сделал рейс по маршруту Москва — Бологое — Москва (Октябрьская железная дорога). После его отправили для эксплуатации на железную дорогу им. В. В. Куйбышева, а летом 1942 года теплопаровоз нёс грузопассажирскую службу на участке Москва — Рязань Московско-Рязанской железной дороге. В 1943 году по предложению Майзеля было увеличено индикаторное давление в цилиндрах машины за счёт того, что когда давление газа в цилиндрах снижалось до уроня котлового, в цилиндры дополнительно впрыскивали пар. Данное изменение позволило также повысить скорость движения.
В 1946 году теплопаровоз перевели на Октябрьскую железную дорогу где были продолжены опытные поездки. Однако к тому времени в СССР был налажен серийный выпуск тепловозов ТЭ1, которые были гораздо экономичней, да и машинисты уже успели освоить этот тип локомотива. В связи с этим дальнейшие испытания теплопаровозов уже были не актуальны. Высокая осевая нагрузка в 25 тс также ограничивала применение теплопаровоза № 8000, поэтому в 1948 году его исключили из инвентаря.